# Wybierak (budownictwo)
Wybierak – osprzęt stosowany do kopania szczelin dla ścian konstrukcyjnych fundamentu głębokiego i ekranów wodoszczelnych, jak również otworów do pali formowanych w gruncie. Wykopy wykonuje się w osłonie rur obsadowych lub zawiesiny iłowej.
Podział:
- linowe
  - jednolinowe
    - dłutowe

  - dwulinowe (chwytakowe)
  - szlamówki
- hydrauliczne
  - żerdziowe
    - ślimakowe
- hydromechaniczne
  - klapowe

Wybierak dłutowy - działa na zasadzie chwytaka jednolinowego (szczęki zaciskane w gruncie poprzez pociągnięcie liny); stosowane w twardych warstwach gruntu.
Wybierak klapowy - stosowany do głębienia otworów zatapianych wodą lub zawiesiną w gruntach słabych. Wybierak opuszczany na dno wykopu jest zagłębiany w gruncie różnicą ciśnień uzyskiwaną przez pompę. Napełniony urobkiem jest podnoszony do góry, a przed wypadnięciem urobku zabezpieczają klapy.
Wybierak dwulinowy - działa jak chwytak dwulinowy.
Wybierak żerdziowy - osprzęt roboczy jest prowadzony na pionowej żerdzi wysuwanej hydraulicznie.
Wybierak ślimakowy - typ wybieraka żerdziowego, stosowany do wybierania urobku z rur obsadowych w gruntach średnio i mocno zwięzłych.
Szlamówka – zamknięta rura z zamocowaną od dołu uchylną klapą (w kierunku do  środka rury) podnoszona i opuszczana układem linowym; stosowana przy gruntach rozmokłych, błotnistych, jak również przy usuwaniu wody z wykopu.